# Могилевцев Семен Семенович
Могилевцев Семе́н Семе́нович (1842 , Брянськ, Брянський повітd, Орловська губернія, Російська імперія  — 10 (23) серпня 1917 , Київ, Київська губернія, Російська імперія ) — російський лісопромисловець, державний діяч та громадський діяч, меценат. Член Київського товариства охорони пам'ятників старовини та мистецтва.

## Біографія
Народився в 1842 році в Брянську. Могилевцеви, незважаючи на суворі звичаї старообрядців, до яких вони належали, прагнули дати освіту своїм дітям. Семен Могилевцев із благословення батька, заможного брянського лісопромисловця, закінчивши гімназію в Новгород-Сіверському, поступив на юридичний факультет Петербурзького університету. По закінченні навчання був призначений нотаріусом у м. Брянську з 1872 по 1877 р. У 1876 році обраний Почесним повітовим суддею й затверджений Урядовим Сенатом на цій посаді.
За кілька років Семен вирішив приєднатися до справи батька — став торгувати лісом у Києві. Пізніше на березі Дніпра з'явився перший у Києві лісопильний завод. За кілька десятиліть Семена Семеновича Могилевцева, київського купця I гільдії, вже знали і при дворі. Сам був людиною непоказною, не демонстрував на людях свої добрі справи.
З 1886 по 1897 рік Семен Семенович Могилевцев був скарбником і директором Київського міського кредитного товариства. А через рік[коли?] стає членом облікового комітету Київської контори Державного банку. У 1893 році Семена Могилевцева нагородили золотою медаллю з написом «За старанність». У 1896 році він нагороджується другою золотою медаллю «За старанність». У 1901 році отримує третю золоту медаллю «За старанність». У 1901 році отримав звання комерції радника. У 1903 році — нагороджений орденом Св. Станіслава III ступеня за пожертвування місту Брянська. Неодноразово отримував від Брянської міської думи подяки за пожертви на потреби Міської лікарні, жіночого ремісничого училища, на водопровід і електроосвітлення. У 1906 році отримав звання потомственого почесного громадянина. Помер Семен Могилевцев 10 (23) серпня 1917 року. Похований у Брянську. У нього ніколи не було сім'ї і його величезну спадщину поділили численні племінники.

## Промислова діяльність
Основним джерелом доходу братів Могилевцевих стала торгівля лісом.
У Брянську власність братів Могилевцевих становила:
- 4 тисячі десятин землі з лісом;
- 4 парові лісопильні;
- 2 лісопильних заводи;
- маєток Балахонівка.

Ліс по залізниці відправляли в Орел і Нижній Новгород, а по Десні сплавляли до Києва.
Окрім торгівлі лісом брати мали в місті 10 будинків, які здавали під квартири.

## Благодійна діяльність у Брянську
- 2 серпня 1888 року брати Могилевцеви подали в Брянську міську управу заяву з проханням дозволити їм подарувати місту для влаштування лікарні два нових будинки з десятиною землі зі закладеним на ній садом. При лікарні планувалось відкрити притулок. А на його обладнання та утримання брати пожертвували 2000 рублів. В січня 1890 року лікарня була відкрита. Це був перший дар місту. Будівля збереглася дотепер. Деякі купці не схвалювали вчинок Семенова Могилевцева, лікарня була підпалена. Меценати виділили зі свого бюджету нові кошти і лікарня була відновлена.
- У вересні 1910 року в Брянську при Петропавлівському жіночому монастирі приступили до споруди монастирської лікарні. Будівництво лікарні фінансував Семен Могилевцев вже після смерті брата Павла. Нова лікарня була введена в дію в 1911 році.
- Брати Могилевцеви подарували жінкам Брянська Пологовий притулок. Він був відкритий 1 травня 1910 року. Притулок відповідав усім вимогам того часу. Притулку присвоїли ім'я дружини Павла Семеновича Зінаїди Федорівни Могилевцевої.
- Крім благодійних дій на користь охорони здоров'я, Семен Могилевцев 18 липня 1905 року вирішив відкрити жіноче училище. Він написав заяву в Думу з проханням клопотати перед Міністерством народної освіти про відкриття училища й виділення коштів на його утримання. Тим часом, чекаючи відповіді, Семен Семенович вибудував двоповерхову кам'яну будівлю на Московській вулиці з садибою під дане училище. 12 жовтня 1909 брати Могилевцеви написали до міської думи заяву, в якій просили уповноважити особу, яка б прийняло від них в дар місту дану будівлю. Вони поклали в банк 25 тисяч рублів недоторканного капіталу, відсотки з якого повинні йти на утримання училища. Навчання в ньому було безкоштовним. В училищі навчали основам ремесла швачки, кухарки. Крім того, у штаті училища було два викладачі загальноосвітніх дисциплін, законовчитель і вчитель креслення та малювання. 30 грудня 1908 року на надзвичайних зборах Брянської міської думи Семен Могилевцев доповів про рішення Уряду з 1 січня 1909 року фінансувати жіноче ремісниче училище. На цих же зборах дума вирішила присвоїти училищу ім'я Любові Олексіївни Могилевцевої — матері Семена і Павла.
- Брати взяли участь і у будівництві Спасо-Гробовської церкви в Брянську, а при ній вони ж добудували церковно-приходську церкву.
- Брати Могилевцеви постійно підтримували зв'язок з місцевим технічним училищем. Вони неодноразово виділяли гроші для виплати учням підвищених стипендій, а також для допомоги бідним учням. Відомо, наприклад, що по 4 тисячі рублів вони виділяли в 1899, 1902, 1903 і 1905 роках.
- Матеріальна допомога братів Могилевцевих технічному училищу на цьому не закінчилася. Вони замовили нові, потужніші машини й устаткування за кордоном. Коли все це було отримано, то було безоплатно передано училищу. Така машина коштувала 8 тисяч рублів. Крім того, вони виділили ще 5 тисяч рублів на її установку та експлуатацію.
- Брати Могилевцеви вирішили також побудувати чоловічу гімназію. 13 вересня 1913 року відбулося урочисте відкриття чоловічої гімназії. У цій церемонії взяв участь Семен Семенович Могилевцев, який на той час проживав у Києві.
- Жителі Брянська були вдячні братам і за побудову водогону в 1906 році.
- У січні 1908 року Павло і Семен Могилевцеві подали в міську думу заяву, в якій говорилося, що жителі міста середнього стану не можуть надати освіту своїм дітям і пропонували думі клопотати перед Міністерством торгівлі і промисловості про відкриття в Брянську трикласної трудової школи. Незважаючи на те, що Міністерство торгівлі й промисловості не поспішало задовольнило клопотання думи, 13 січня 1908 вона вирішила відкрити перший клас торговельної школи. А на початку жовтня 1909 брати Могилевцеви звернулися в міську думу з проханням прийняти від них акт про пожертвування Брянську збудованого ними приміщення торговельної школи й присвоїти їй ім'я їхнього батька Семена Васильовича Могилевцева.
- 6 лютого 1907 року відбулися урочистості з нагоди відкриття нової жіночої гімназії. Меценатами в будівництві були Семен і Павло Могилевцеви[2].
- Брати Могилевцеви першими надали допомогу жителям міста Брянська, які постраждали в 1908 році від повені[3].
- У 1909 році Брянська міська управа підвела підсумок усьому, що побудували й подарували Могилевцеви рідному місту. Виявилося, що загальна сума пожертвувань склала 1 млн 28 тис. рублів[3].

## Меценатство у Києві

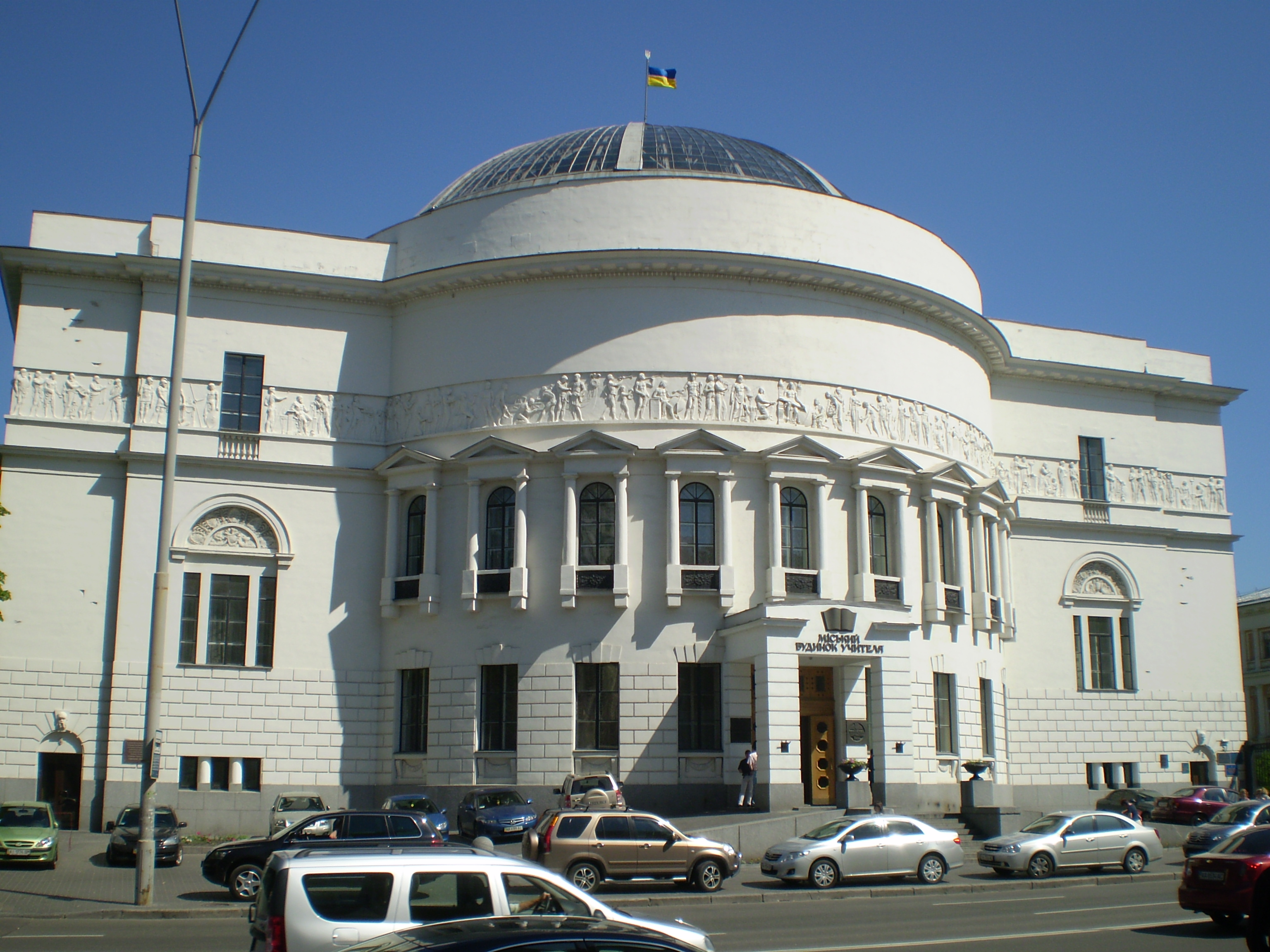
Педагогічний музей (Будинок вчителя)

З ім'ям Семена Могилевцева в Києві пов'язана не одна вулиця, особняк чи будинок. 1909 року він очолив Київське товариство опіки про вищу комерційну освіту. Серед добрих справ мецената була участь у створенні і розвитку Київського політехнічного інституту (член ради попечителів), Жіночої торговельної школи; він один із засновників і також головний опікун Комерційного інституту. Могилевцев керував перебудовою будинків на Бібіковському бульварі, які стали підвалинами Педагогічного університету ім. Драгоманова. Мецената було обрано почесним членом комітету Київського художньо-промислового музею, скарбником Товариства старожитностей і мистецтва. У 1914 році Семен Могилевцев подарував Міському музею дві золоті підвіски (колти) великокняжої доби.
Могилевцевим було здійснено ряд заходів і в плані охорони здоров'я. Його коштами побудовано лікарню на 40 місць (ріг Великої Васильківської та Лабораторної вулиць). У цій лікарні в роки Першої світової війни було розташовано госпіталь Червоного Хреста при Київській біржі, над цим госпіталем підприємець взяв опіку. Могилевцев обладнав також рентгенівський кабінет у дитячій лікарні, допоміг із придбанням приміщення для станції швидкої допомоги (вул. Володимирська, 33) та в будівництві лікарні на 30 ліжок у Микільській Слобідці.
У 1913 році, з нагоди приїзду цесаревича Олександра до Києва на честь відзначення 300-річчя дому Романових, у місті відкрили Педагогічний музей (нині Будинок учителя на Володимирській, 57), побудований «на згадку 50-річчя визволення селян від кріпацтва на добру освіту російського народу». Кошторис будівництва становив 300 тисяч рублів, хоча витрачено було 500 тисяч. Ці кошти виділив Семен Могилевцев
Тоді ним було сказано такі слова, які увійшли в історію:
|  | Народна освіта завжди була близькою моєму серцю, і я тим більше піду на жертви, чим більше користі від установи можуть очікувати для народу. |

Ось як писав Костянтин Шероцький:
|  | … по дорозі до університету стоять чудові палаци, серед яких видається на самісінькому розі Театр. Площ. на скоса від театру будівля Педагогічного музею, споруджена у стилі імперії за проектом Альошина — біла і суворе з рельєфними прикрасами. |

Крім того, на гроші Семена Семеновича була встановлена ілюмінація на хресті святого Володимира в Києві. Опис цього дивного на той час видовища є в романі Михайла Булгакова «Біла гвардія»: «…і тепер рибалки, що заблукали в водах Дніпра, завжди знаходили шлях до берега»
В Києві на пожертви парафіян у 1882 році розпочали спорудження Свято-Введенського храму на Подолі за проектом архітектора — академіка Володимира Ніколаєва. Головними меценатами будівництва стали Федір Терещенко, Михайло Дегтерьов, Микола Хряков, Семен Могилевцев.
Як свідчить Сергій Ярон:
|  | … популярність Семена Семеновича в Києві була величезна; з 1882 року він протягом 11 років перебував гласним Київської міської думи … немає майже жодної суспільної і благодійної установи, членом якого він би не перебував. |

## «Шоколадний будиночок»

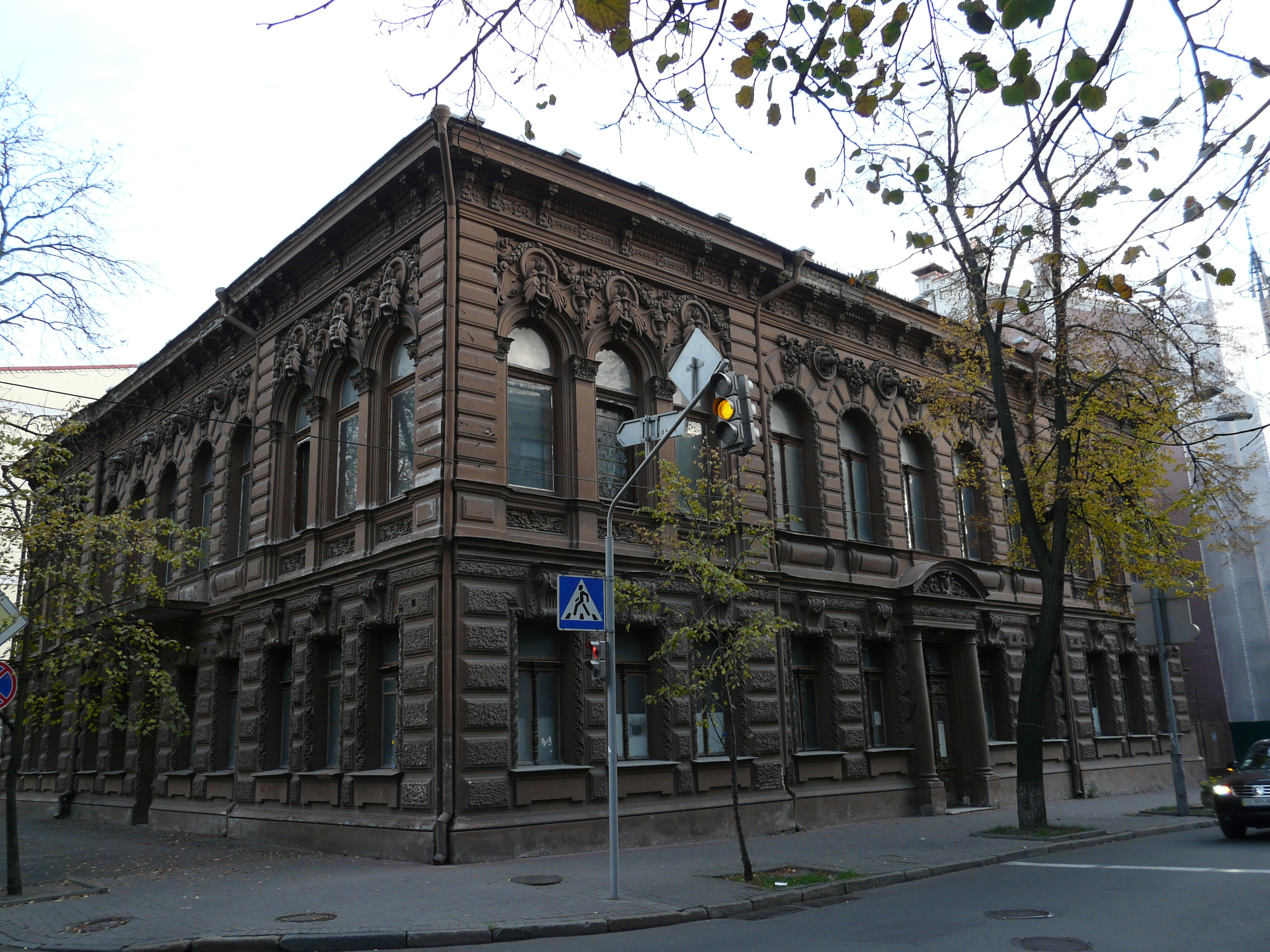
Шоколадний будиночок

Сам Семен Могилевцев з 1899 року проживав у розкішному особняку на Шовковичній вулиці, який називають «Шоколадним будиночком». Будинок створений за проектом архітектора Володимира Ніколаєва. В пишному декорі використано риси палаццо епохи ренесансу, а у внутрішньому оздобленні кімнат поєднано готику, бароко, модерн, мавританський і російський стилі. З 1960 до першої половини 1980-х років у будинку розташовувався міський ЗАГС.

## Родовід
Вперше прізвище Могилевцев згадується в Брянську в кінці XVIII століття. Клан Могилевцевих походив від селянина, який розбагатів на переробці легендарних лісів Брянщини. Василь Матвійович Могилевцев був купцем 3-ї гільдії. Велику популярність мали його сини Микола і Семен. Микола Васильович Могилевцев у 1856 році був обраний головою міста Брянська. Семен Васильович Могилевцев був купцем 2-ї гільдії. У його сім'ї було 9 дітей: 5 синів і 4 дочки. Найбільш відомі в Брянську, своєю благодійною діяльністю стали Семен Семенович, Павло Семенович і Микола Семенович Могилевцеви.